# Macroprotodon
Genre
Macroprotodon est un genre de serpents de la famille des Colubridae.

## Répartition

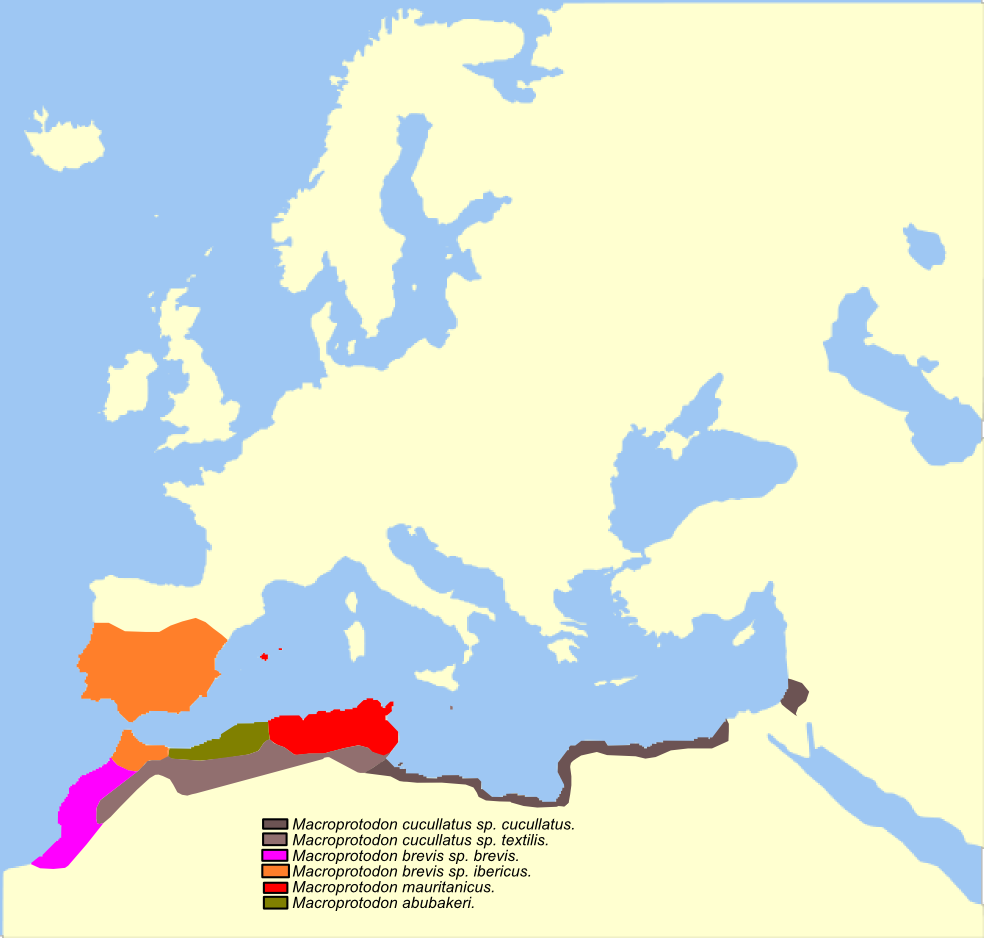
Répartition des espèces du genre Macroprotodon

On rencontre les espèces de ce genre sur le pourtour méditerranéen, principalement le long de la côte nord de l'Afrique, ainsi qu'en Espagne et dans quelques îles de Méditerranée.

## Phylogénétique et systématique
Ce genre constitue un complexe d'espèces, récemment subdivisé en plusieurs espèces à la suite d'études génétiques, et dont le nombre est encore débattu et controversé. Leur identification est assez difficile par la morphologie.
Phylogénétiquement, le genre Macroprotodon est le plus apparenté au genre monotypique Bamanophis (un temps inclus dans Coluber) d'Afrique, et ces deux genres s'insèrent dans un groupe de colubridés comprenant les genres Hemorrhois, Hierophis, Dolichophis, Platyceps, Spalerosophis, et Eirenis. Cette parenté avec ces nouveaux genres autrefois en grande partie inclus dans l'ancien et vaste « genre fourre-tout » Coluber n'était pas intuitive, car ces genres sont représentés par de grandes couleuvres assez vives et aglyphes qui ne ressemblent pas de prime abord aux petites et placides Macroprotodon, qui, de plus, sont opistoglyphes.

## Liste des espèces
Selon The Reptile Database (31 juillet 2013) :
- Macroprotodon abubakeri Wade, 2001
- Macroprotodon brevis (Günther, 1862)
- Macroprotodon cucullatus (Geoffroy De St-Hilaire, 1827)
- Macroprotodon mauritanicus Guichenot, 1850

## Étymologie
Le nom de ce genre, Macroprotodon, est composé du grec μακρος, « grand », πρωτος, « premier », et οδους, « dent », donc « dont la première dent est grande » en référence aux dents de ces couleuvres qui sont plus grandes à l'avant des maxillaires.

## Publication originale
- Guichenot, 1850 : Histoire naturelle des reptiles et des poissons de l’Algérie. Exploration Scientifique de l’Algérie pendant les années 1840, 1841, 1842. Imprimerie Nationale, Paris, p. 1-30.